# Elisa Leonida Zamfirescu
Elisa Leonida Zamfirescu (Galați, 10 de novembre de 1887 - Bucarest, 25 de novembre de 1973) va ser una enginyera i investigadora en l'àmbit de la geologia. Va ser cap dels laboratoris de l'Institut Geològic de Romania i membre de l'Associació General d'Enginyers de Romania. En el seu país és considerada com la primera dona enginyera del món, tot i que es coneixen algunes dones enginyeres que van obtenir el títol abans, com ara Alice Perry o Jenny Markelin-Svensson, i la seva contribució en la investigació de la riquesa dels minerals de Romania ha estat reconeguda mundialment. Va contribuir en el progrés de l'economia romanesa i la divulgació del romanès com a llengua científica a través de les seves obres originals presentades en congressos i simposis.

## Biografia
Els seus pares, el matrimoni d'Anastase Leonida i Matilda Gillen van tenir onze fills, tots els quals van rebre estudis. Elisa Leonida Zamfirescu va estudiar primària a Galati i el batxillerat a Bucarest. Després del batxillerat, es va matricular a l'Escola de Ponts i Camins de Bucarest (avui Universitat Politècnica), però va ser rebutjada a causa dels prejudicis de l'època, que negava el dret de les dones a seguir aquests estudis. Se'n va anar a Berlín, i el 1909 es va inscriure a la Universitat Tècnica de Berlín, on es va graduar el 1912. Quan s'hi va inscriure, el degà va tractar de convèncer-la que hi renunciés, citant "les tres K" (kirche, kinder, küche –església, infants, cuina) que definien el perfil que s'esperava de la dona en aquella època.
Els directors de l'Acadèmia estaven davant una situació nova perquè era la primera candidata de la història de l'Acadèmia, però escrivia i parlava perfectament l'alemany, tenia coneixements excel·lents de matemàtiques, física i química i, finalment, la van acceptar. La història diu que un dels seus professors, en veure-la a la sala de classes, va dir "La cuina és el lloc de les dones, no la Politècnica”. Durant els seus estudis va ser ignorada tant pel professorat, degà inclòs, com pels seus companys, tanmateix quan es va graduar l'any 1912, el degà la va anomenar com: "Die Fleissigste der Fleissigsten" (la més diligent de les diligents).

### Inicis de l'enginyeria
Tot i que li van oferir un lloc de treball com a enginyera a l'empresa BASF a Alemanya, va tornar al seu país, on va obtenir una plaça d'enginyeria superior en el laboratori de l'Institut Geològic de Bucarest. Al cap de poc, va començar la Primera Guerra Mundial i va marxar al front col·laborant amb la Creu Roja, on es va fer càrrec de la gestió dels hospitals de camp en les proximitats de Mărăşeşti. En el front va conèixer l'enginyer Constantin Zamfirescu, germà de l'escriptor Duiliu Zamfirescu, amb qui es va casar el 1918. Van tenir dues filles que van estudiar Magisteri i Enginyeria.

## Activitat científica
Després de la guerra, va reprendre la feina a l'Institut Geològic, on va dirigir un laboratori en el qual va introduir noves tècniques d'anàlisi de l'aigua potable i també va participar en els principals estudis de camp sobre la identificació i l'anàlisi de nous recursos, com per exemple de les shales, del gas natural, del crom, de la bauxita o del coure. La seva recerca quedà recollida en dues monografies: Contribucions a l'estudi de la bauxita a Romania (1931) i Estudi químic del crom a les Muntanyes Orsova (1939).

## Activitat pedagògica
També va ser professora de física i química a l'Escola per a nenes "Pitar Moș" i a l'Escola d'electricistes i de mecànics a Bucarest, dirigida pel seu germà Demetri. Va compartir la seva experiència en el camp de la composició química de substàncies minerals, ensenyant els mètodes més apropiats per a l'anàlisi i l'explotació de resultats. Però entre els seus múltiples interessos, es va preocupar especialment per la formació de joves químics. Es va retirar l'1 de maig de 1963 a l'edat de 75 anys.

## Activitat diplomàtica
Fou la primera dona membre de l'Associació General d'Enginyers de Romania i de l'Associació Internacional de Dones Universitàries, durant la qual es va fer una contribució essencial en el reconeixement de la tasca de les dones a Romania. Com a presidenta de la Comissió de lluita per la pau a l'Institut Geològic, va prendre una posició en contra de l'armament atòmic en la comissió de desarmament a Lancester House a Londres, on va insistir en el perill de les armes nuclears.

## In memoriam
Per iniciativa de la Confederació Nacional de les Dones a Romania, el 1997, es va establir el "Premi Elisa Leonida Zamfirescu" que és atorgat a dones que han destacat en el camp de la ciència i la tecnologia. També en el Museu de la Tècnica i en el Museu Nacional de Geologia de Bucarest, hi ha panells informatius de la seva biografia i d'altres dones enginyeres.

## Família
Entre els seus germans figuren la seva germana Adela Leonida, oftalmòloga i directora de l'hospital "Vatra Luminoasă"; Dimitrie Leonida, enginyer i fundador del Museu de la Tècnica a Bucarest; i l'escultor Gheorghe Leonida, que va col·laborar amb l'escultor Paul Ladovski a París.